# Era de maggio
Era de maggio è una canzone in lingua napoletana, basata sui versi di una poesia del 1885 di Salvatore Di Giacomo e messa in musica da Mario Pasquale Costa.

## Descrizione
I versi sono quelli di una canzone d'amore. Nella prima parte viene narrato l'addio, durante il mese di maggio, tra due amanti, i quali si ripromettono di ritrovarsi negli stessi luoghi, ancora a maggio, per rinnovare il loro amore. La seconda parte della canzone è incentrata sul nuovo incontro tra i due.

## Testo
a schiocche a schiocche, lli cerase rosse.

Fresca era ll'aria, e tutto llu ciardino

addurava de rose a ciento passe.

Era de maggio; io no, nun me ne scordo,

na canzone cantavamo a doje voce.

Chiù tiempo passa e chiù me n'allicordo,

fresca era ll'aria e lla canzona doce.
E diceva: "Core, core!

core mio, luntano vaje,

tu me lasse e io conto ll'ore...

Chi sa quanno turnarraje?"

Rispunnevo io: "Turnarraggio

quanno tornano lli rose.

si stu sciore torna a maggio,

pure a maggio io stongo 'ccà.

Si stu sciore torna a maggio,

pure a maggio io stóngo 'ccà."
E so turnato e mo, comme a na vota,

cantammo nzieme llu mutivo antico;

passa llu tiempo e llu munno s'avota,

ma ammore overo no, nun vota vico.

De te, bellezza mia, me annammuraje,

si t'arricuorde, 'nnanze a lla funtana:

Ll'acqua llà dinto, nun se sécca maje,

e ferita d'ammore nun se sana.
Nun se sana: ca sanata,

si se fosse, gioia mia,

'n miezo a st'aria mbarzamata,

a guardarte io nun starria !

E te dico: "Core, core!

core mio, turnato io so.

Torna maggio e torna ammore:

fa' de me chello che vuò!

Torna maggio e torna ammore:

a ciocche, a ciocche le ciliegie rosse.

L'aria era fresca, e tutto il giardino

profumava di rose a cento passi.

Era di maggio; e io no, non me ne scordo,

cantavamo, a due voci, una canzone.

Più passa il tempo e più me ne ricordo,

l'aria era fresca e la canzone dolce.
E diceva: "Cuore, cuore!

cuore mio lontano vai,

tu mi lasci e io conto l'ore...

chissà quando tornerai?"

Rispondevo: "Io tornerò

quando torneràn le rose.

Se questo fiore torna a maggio,

a maggio pure io sarò qui.

Se questo fiore torna a maggio,

a maggio pure io sarò qui".
E son tornato ed ora, come una volta,

cantiamo insieme la vecchia canzone;

passa il tempo e il mondo cambia,

ma l'amore vero no, non cambia mai.

Di te, bellezza mia, m'innamorai,

se ti ricordi, dinanzi alla fontana:

l'acqua, là dentro, non si secca mai

e ferita d'amore non si sana.
Non si sana: perché, se si fosse

sanata, o gioia mia,

in mezzo a quest'aria profumata

non starei a guardarti!

E ti dico: "Cuore, cuore,

cuore mio, io son tornato...

torna maggio e torna l'amore:

fa' di me quello che vuoi!

Torna maggio e torna l'amore:

fa' di me quello che vuoi"»

## Esecuzioni
Segue un elenco parziale, in ordine alfabetico, degli artisti che hanno cantato Era de maggio: 
- Renzo Arbore e l'Orchestra Italiana[2]
- Teresa De Sio
- Franco Battiato[3]
- Andrea Bocelli
- José Carreras
- Lucio Dalla
- Nino D'Angelo
- Giuseppe Di Stefano
- Mirna Doris
- Irene Fargo
- Consiglia Licciardi
- Angela Luce
- Mina
- Mísia con la Piccola Orchestra Avion Travel
- Roberto Murolo
- Maria Nazionale
- Giovanna
- Gianni Nazzaro
- Noa
- Luciano Pavarotti
- Massimo Ranieri
- Giacomo Rondinella
- Luciano Rondinella
- Amelia Rondinella
- Serena Rossi
- Egisto Sarnelli
- Lina Sastri
- Tito Schipa
- Daniele Sepe
- Dino Siani
- Valentina Stella
- Mario Trevi
- Gabriele Vanorio
- Claudio Villa
- Mika con l'Orchestra Sanitansamble
- Arisa allo Stadio Diego Armando Maradona (Napoli) durante lo spettacolo per salutare la Società Sportiva Calcio Napoli Campione d'Italia 2022/23.

## Imprestiti
Il ritornello della canzone verrà utilizzato con un nuovo testo («Vedo un cielo tutto azzurro / che un tranquillo mar colora: / né un rumore né un sussurro, / mentre il sol gli aranci indora. / Palme chete, ville liete, / sembran dirci col sorriso: / se tu cerchi un paradiso, / paradiso è questo qua») nell'operetta Il re di Chez-Maxim (1919), scritta da Carlo Lombardo su musiche di Mario Costa.